# サーカス (レニー・クラヴィッツのアルバム)
『サーカス』（Circus）は、レニー・クラヴィッツの4作目となるスタジオ・アルバム。

## 解説
「ストレートなギター・アルバムを作る」というレニー自身の意図から、オーバー・ダビングを最小限に抑えて、ホーン・セクションも使わない音作りとなった。「ロックンロール・イズ・デッド」「トンネル・ヴィジョン」「ブリット」では、レニー1人ですべての楽器を演奏している。
日本のオリコンでの1位獲得に加え、本国アメリカでもBillboard 200で初のトップ10入りを果たす成功作となった。本作からの第1弾シングル「ロックンロール・イズ・デッド」は、全米75位・全英22位に達した。

## 収録曲
1. ロックンロール・イズ・デッド / Rock and Roll Is Dead - 3:24
  - 作詞・作曲：レニー・クラヴィッツ
2. サーカス / Circus - 4:48
  - 作詞・作曲：ジェリー・デヴォー、テリー・ブリテン
3. 7番目の空の向こうに / Beyond the 7th Sky - 4:54
  - 作詞：レニー・クラヴィッツ／作曲：レニー・クラヴィッツ、クレイグ・ロス
4. トンネル・ヴィジョン / Tunnel Vision - 4:19
  - 作詞・作曲：レニー・クラヴィッツ
5. 遥かな面影 / Can't Get You Off My Mind - 4:33
  - 作詞・作曲：レニー・クラヴィッツ
6. マグダリーン / Magdalene - 3:48
  - 作詞・作曲：レニー・クラヴィッツ
7. ゴッド・イズ・ラヴ / God Is Love - 4:26
  - 作詞：レニー・クラヴィッツ／作曲：レニー・クラヴィッツ、ヘンリー・ハーシュ
8. シン・アイス / Thin Ice - 5:33
  - 作詞：レニー・クラヴィッツ／作曲：レニー・クラヴィッツ、クレイグ・ロス
9. ブリット / Don't Go and Put a Bullet in Your Head - 4:22
  - 作詞・作曲：レニー・クラヴィッツ
10. イン・マイ・ライフ・トゥデイ / In My Life Today - 6:29
  - 作詞：レニー・クラヴィッツ／作曲：レニー・クラヴィッツ、クレイグ・ロス
11. 復活の日 / The Resurrection - 4:29
  - 作詞：レニー・クラヴィッツ／作曲：レニー・クラヴィッツ、クレイグ・ロス

### 日本初回盤ボーナス・トラック
1. アナザー・ライフ / Another Life - 4:00
  - 作詞：レニー・クラヴィッツ／作曲：レニー・クラヴィッツ、クレイグ・ロス

## 参加ミュージシャン
- レニー・クラヴィッツ - ボーカル、ギター、ベース、ドラムス、モーグ・シンセサイザー、ハモンドオルガン
- クレイグ・ロス - ギター、マンドリン
- トニー・ブレイト - ベース(on 2.)
- ヘンリー・ハーシュ - ベース(on 3.)、メロトロン(on 7. 11.)、エレクトリックピアノ(on 11.)